# حمسة المناقع الصقلية
حمسة المناقع الصقلية (الاسم العلمي Emys trinacris)، حيوان زاحف قازب من السلاحف من فصيلة سلاحف المياه العذبة. موطنه صقلية. ولا تضم أي نويعات.